# ГЕС Gardikfors
ГЕС Gardikfors — гідроелектростанція у північній частині Швеції. Знаходячись між ГЕС Ajaure (вище за течією) та ГЕС Umluspen, входить до складу каскаду на одній з основних шведських річок Умеельвен, яка впадає в Ботнічну затоку Балтійського моря біля міста Умео.
Долину річки перекрили греблею висотою 25 метрів, в якій облаштовано два шлюзи для перепуску надлишкової води. Вона утворила водосховище з площею поверхні 57 км2 та корисним об'ємом 871 млн м3 (дев'ятий показник у Швеції), рівень поверхні якого може коливатись між позначками 375 та 395 метрів НРМ. Можливо відзначити, що коли сховище майже заповнене — понад 389 метрів НРМ — воно має однаковий рівень з озером Stor Björkvattnet, що є нижнім б'єфом для ГЕС Gejmån, спорудженої на однойменній правій притоці Умеельвен.
Облаштований у правобережному масиві підземний машинний зал обладнали однією турбіною типу Каплан, хоча первісно проект передбачав встановлення двох гідроагрегатів. При напорі у 43 метри турбіна потужністю 60 МВт забезпечує виробництво 310 млн кВт-год електроенергії на рік.
Відпрацьована вода повертається у річку через відвідний тунель довжиною 0,4 км.